# Costellazione

Mappa della costellazione di Cancro

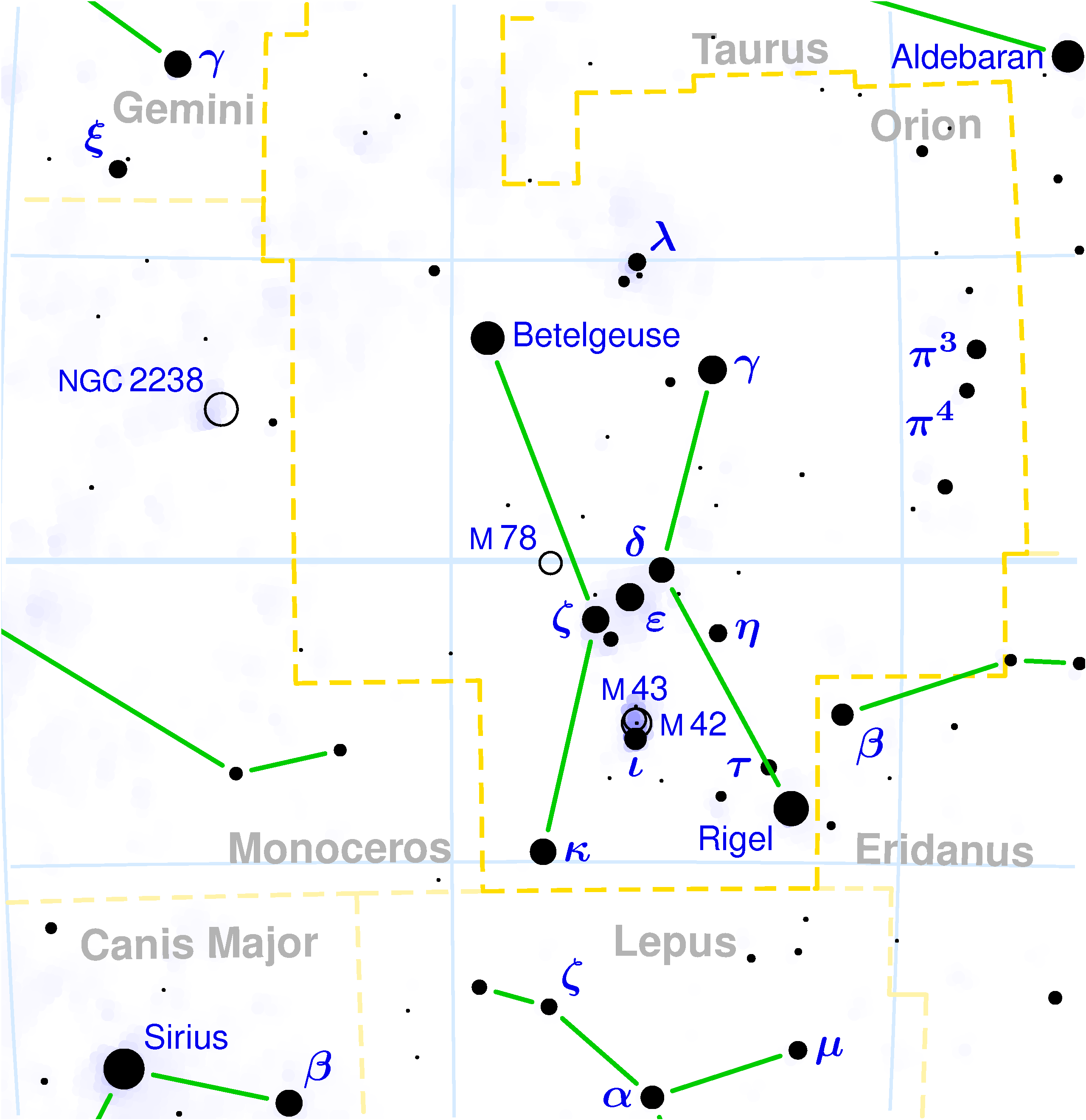
Mappa della costellazione di Orione

Le costellazioni sono le 88 parti in cui la sfera celeste è convenzionalmente suddivisa allo scopo di mappare le stelle. I raggruppamenti così formati sono delle entità esclusivamente prospettiche, a cui la moderna astronomia non riconosce alcun reale significato, infatti:
- nello spazio tridimensionale, le stelle che formano una stessa costellazione possono essere separate anche da distanze enormi, così come diverse possono essere le dimensioni e la luminosità,
- viceversa, due o più stelle, che sulla sfera celeste appaiono lontanissime tra di loro, nello spazio tridimensionale possono essere al contrario separate da distanze minori di quelle che le separano dalle altre stelle della propria costellazione,
- durante un ipotetico viaggio interstellare, non riusciremmo più ad identificare alcuna costellazione, e ogni sosta vicino a qualunque stella ce ne farebbe identificare semmai di nuove, visibili solo da tale nuova prospettiva.
- nel corso del tempo sono state definite costellazioni differenti, alcune sono state aggiunte, altre sono state unite tra di loro.

L'uomo eccelle nel trovare schemi regolari (pareidolia) e attraverso la storia ha raggruppato in costellazioni le stelle che appaiono vicine.
Una costellazione "ufficiosa", ossia un allineamento di stelle che formano semplici figure geometriche, si chiama asterismo.

## Costellazioni riconosciute dall'UAI

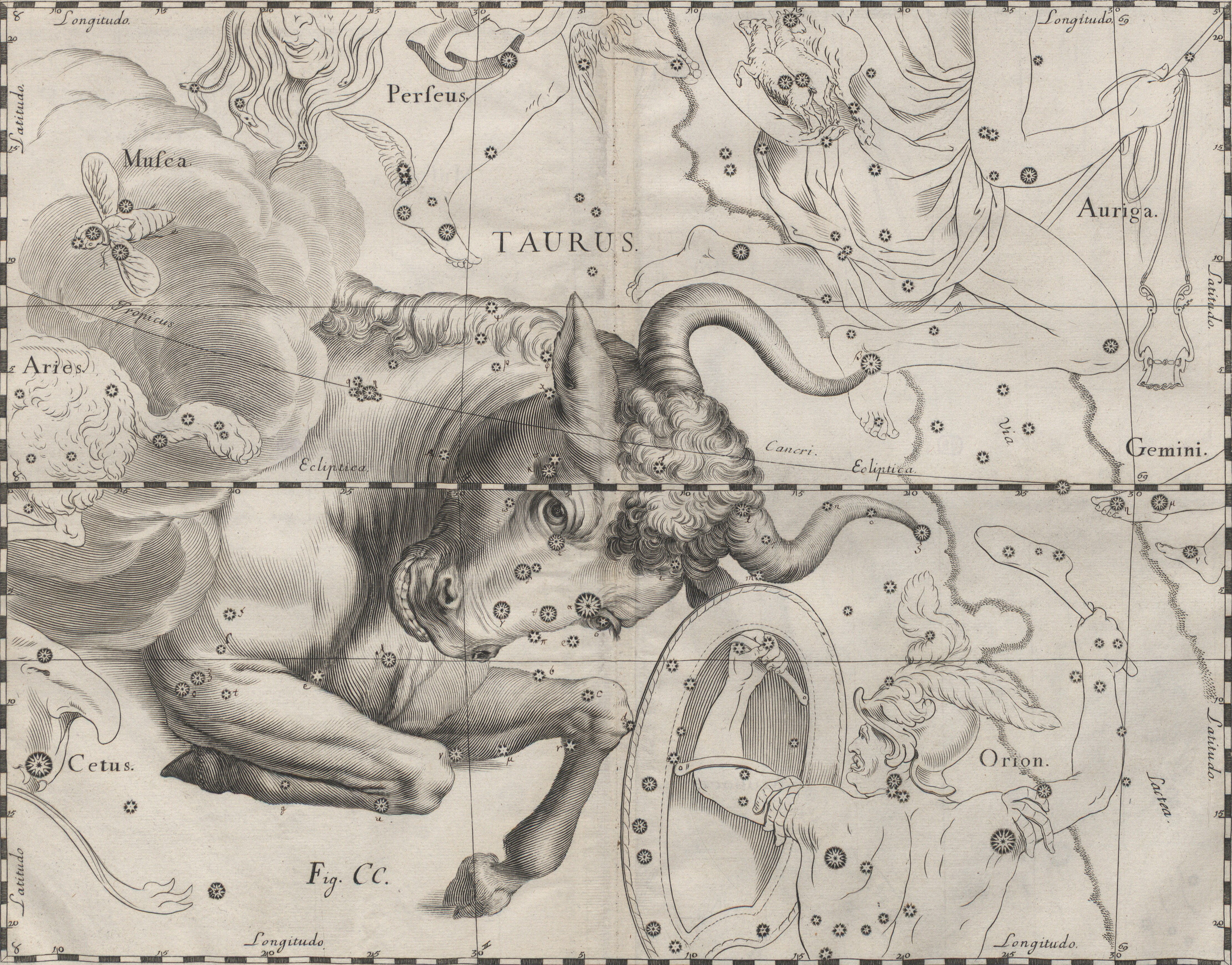
La Costellazione del Toro disegnata da Johannes Hevelius.

L'Unione Astronomica Internazionale (UAI) divide il cielo in 88 costellazioni ufficiali con confini precisi, di modo che ogni punto della sfera celeste appartenga ad una ed una sola costellazione. Le costellazioni visibili dalle latitudini settentrionali sono basate principalmente su quelle della tradizione dell'Antica Grecia, e i loro nomi richiamano figure mitologiche come Pegaso o Ercole; quelle visibili dall'emisfero australe sono state invece battezzate in età illuministica ed i loro nomi sono spesso legati ad invenzioni del tempo, come l'Orologio o il Microscopio.
Le dodici costellazioni che intersecano l'eclittica compongono lo zodiaco. In aggiunta a queste 12, già in età antica Tolomeo ne elencò altre 36 (che ora sono 38, a causa della suddivisione della Nave Argo in tre nuove costellazioni). In tempi più recenti, a questa lista sono state fatte delle aggiunte, in primo luogo per riempire i buchi fra i tracciati tolemaici (i greci consideravano il cielo come comprendente costellazioni e spazi vuoti tra di esse), e in secondo luogo per riempire l'emisfero meridionale, quando gli esploratori europei, nei loro viaggi, riuscirono a vederlo.
Nel 1543 fu poi Alessandro Piccolomini, molti anni prima di Johann Bayer, a contrassegnare le stelle in base alla loro luminosità con delle lettere (alfabeto latino). Il libro del Piccolomini dal titolo De le stelle fisse, è da molti considerato il primo atlante celeste moderno. Le 47 mappe contenute nell'opera presentano tutte le costellazioni tolemaiche (ad eccezione di quella del Puledro) e mostrano le stelle senza le corrispondenti figure mitologiche; per la prima volta in un libro a stampa venivano quindi riportate le mappe astronomiche complete con le costellazioni tolemaiche. Il De le stelle fisse (1543) e un altro libro sempre del Piccolomini dal titolo Della sfera del mondo (1540) vennero pubblicati in un unico e rarissimo volume, per la prima volta nel 1548.
Uranometria, titolo abbreviato di un catalogo stellare prodotto da Johann Bayer nel 1603, è stato il primo atlante a coprire l'intera sfera celeste.

## I nomi delle stelle
Le stelle più luminose di una costellazione prendono il nome usando una lettera greca seguita dal genitivo del nome latino della costellazione in cui si trovano; questa nomenclatura, chiamata Nomenclatura di Bayer, viene utilizzata per tutte le costellazioni. Un esempio è α Centauri. La Nomenclatura di Flamsteed segue invece una numerazione progressiva delle stelle di una costellazione procedendo da ovest verso est, cui si aggiunge il genitivo della costellazione di appartenenza; questa nomenclatura, assente per le stelle di costellazioni poste a sud dei 30° di declinazione sud, produce risultati come 61 Cygni. Un'altra numerazione che utilizza il genitivo della costellazione è la nomenclatura delle stelle variabili, che procede assegnando lettere, come per RR Lyrae. Le stelle meno luminose seguono altre numerazioni progressive, senza seguire però la divisione in costellazioni.

## Costellazioni di nubi oscure

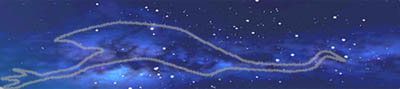
L'"Emù celeste", una costellazione definita dalle nubi oscure che attraversano la Via Lattea australe fra Scorpione e Croce del Sud. La testa coincide con la Nebulosa Sacco di Carbone.

Nell'emisfero celeste australe è possibile distinguere un gran numero di nebulose oscure che attraversano la scia luminosa della Via Lattea; alcune culture vissute nell'emisfero australe hanno individuato fra queste macchie oscure alcune figure, identificabili come "costellazioni di nubi oscure". Fra queste culture vi è quella Inca, che identificò sagome di animali fra le nubi oscure, associando la loro apparizione con l'arrivo della stagione delle piogge. Anche gli aborigeni australiani erano soliti individuare fra queste nubi figure di animali, fra le quali la più famosa è l'"Emù celeste", la cui testa coincide con la Nebulosa Sacco di Carbone.